# توكوغاوا إييموتشي
توكوغاوا إييموتشي (باليابانية: 徳川 家茂) عاش في الفترة بين (17 يوليو 1846 - 29 أغسطس 1866) كان الشوغون الرابع عشر في شوغونية توكوغاوا والذي حكم في الفترة بين 1858 حتى 1866. خلال فترة حكمه كان هناك الكثير من التغيرات الداخلية في اليابان وذلك مع وصول أول باخرة من الولايات المتحدة إلى اليابان في عام 1853 والتي أدت إلى فتح اليابان على العالم الغربي وظواهر بداية حقبة جديدة.